# Sufragio femenino en el Reino Unido

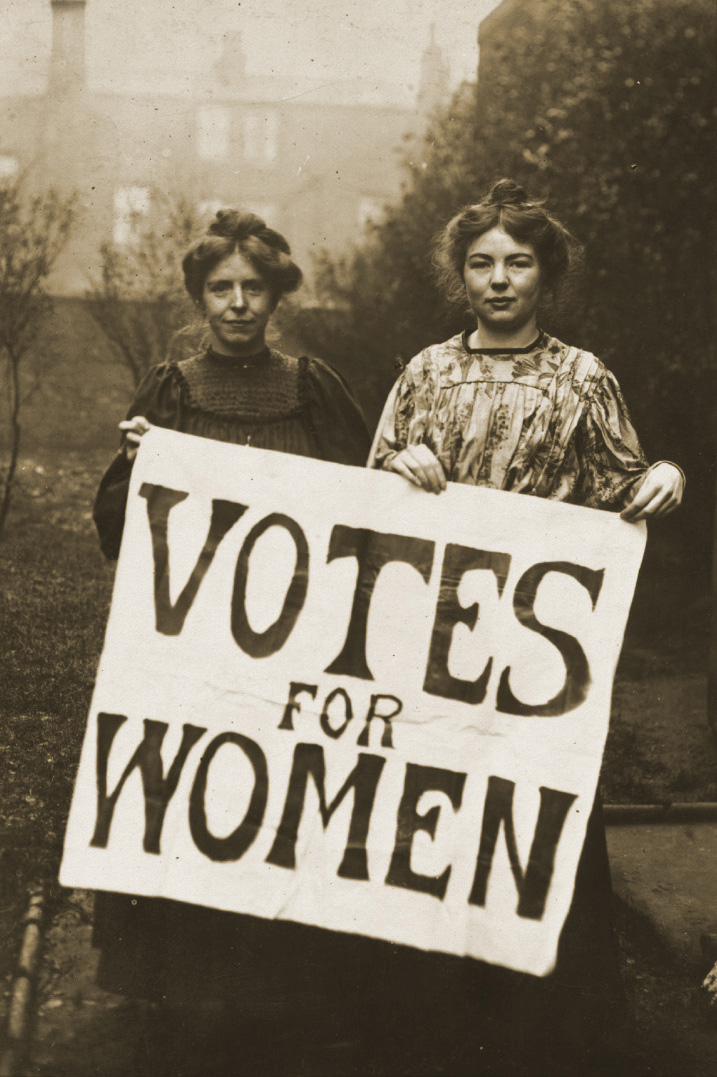
Annie Kenney y Christabel Pankhurst, sufragistas británicas, sostienen una pancarta donde se lee «Votos para las mujeres».

El sufragio femenino en el Reino Unido fue aprobado en 1928, luego de intensas movilizaciones por parte de las sufragistas en el Reino Unido.
El 6 de febrero de 1918, se aprobó la Ley de Representación de los Pueblos de 1918, otorgando el derecho de voto a las mujeres mayores de 30 años que cumplían con los requisitos mínimos de propiedad. Alrededor de 8.4 millones de mujeres obtuvieron el voto en Gran Bretaña e Irlanda. En noviembre de 1918, se aprobó la Ley del Parlamento (Calificación de la Mujer) de 1918, que permitió a las mujeres ser elegidas en el Parlamento. La Ley de Representación de la Gente (Voto Equitativo) de 1928 extendió el derecho a voto en Gran Bretaña e Irlanda del Norte a todas las mujeres mayores de 21 años, otorgando a las mujeres el voto en los mismos términos que los hombres.

## Antecedentes

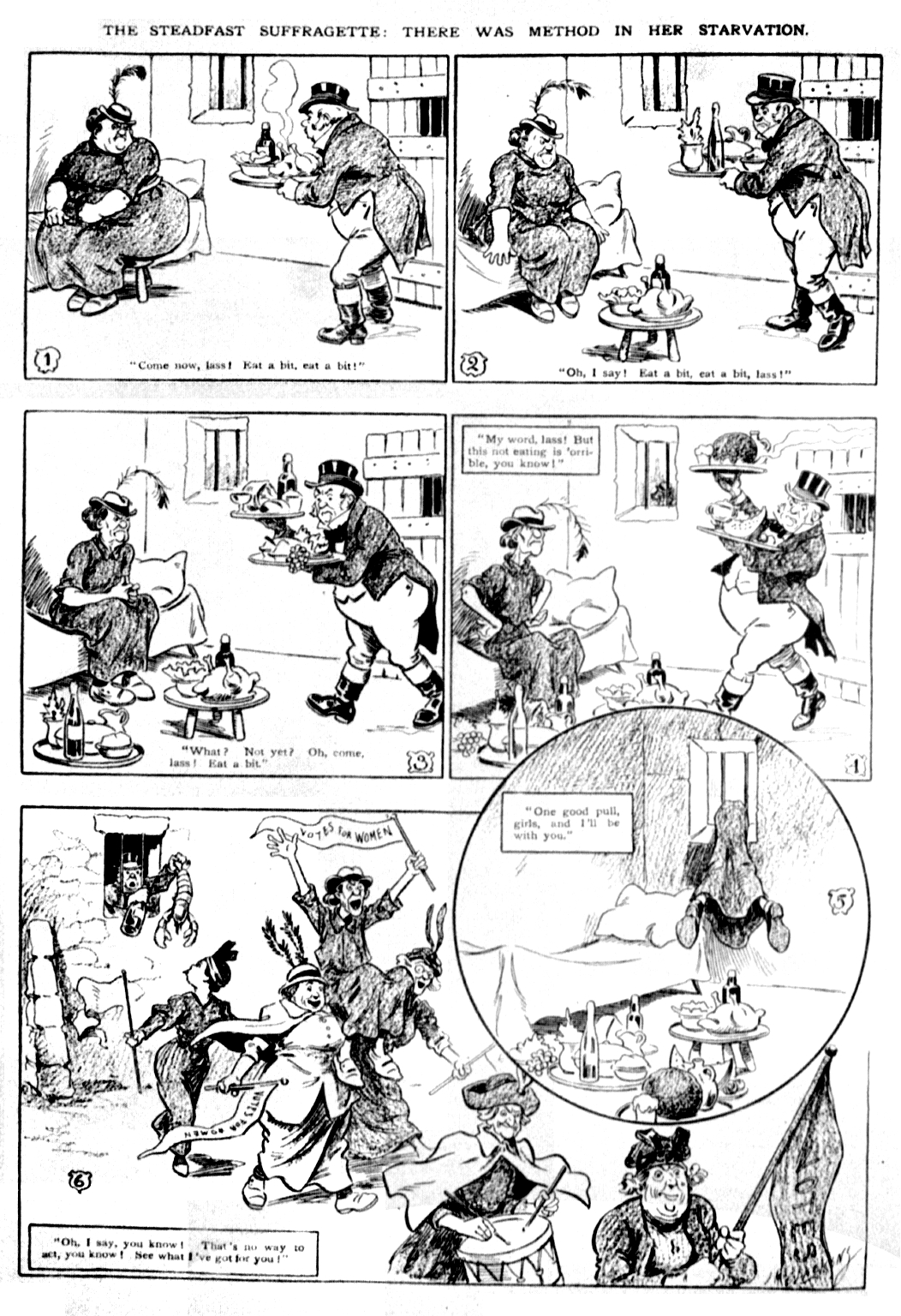
Una caricatura británica especulando porque las suffragettes se rehusaban a comer en prisión.

La campaña de las mujeres sufragistas en el Reino Unido e Irlanda cobró impulso a lo largo de la primera parte del siglo XIX, cuando las mujeres se volvieron cada vez más activas políticamente, particularmente durante las campañas del cartismo para reformar el sufragio en el Reino Unido. John Stuart Mill, electo al Parlamento de Reino Unido en 1865 y un abierto defensor del sufragio femenino (a punto de publicar La esclavitud de la mujer ), hizo campaña para una enmienda a la Ley de reforma de 1832 para incluir el sufragio femenino. Derrotado por completo en un parlamento exclusivamente masculino bajo un gobierno conservador, el tema del sufragio de las mujeres pasó a primer plano.
Hasta que la Ley de reforma de 1832 especificara "personas masculinas", unas pocas mujeres habían podido votar en las elecciones parlamentarias por ser propietarias, aunque esto era raro. En las elecciones del gobierno local, las mujeres solteras, los contribuyentes recibieron el derecho a votar en la Ley de Franquicias Municipales de 1869. Este derecho fue confirmado en la Ley de Gobierno Local 1894 y se extendió para incluir algunas mujeres casadas.
En 1881, la isla de Man (en las islas británicas pero no formaba parte del Reino Unido) aprobó una ley que otorgaba el voto a mujeres solteras y viudas que tuviesen un certificado de propiedad para votar en las elecciones de la Casa de Llaves, en el parlamento de la Isla, Tynwald. El sufragio universal para hombres y mujeres se implantó en 1919.

## Organizaciones sufragistas
Durante la segunda mitad del siglo XIX, se formaron varios grupos de campaña para reclamar el sufragio de las mujeres en las elecciones nacionales en un intento de presionar a los Miembros del Parlamento y obtener apoyo. En 1897, diecisiete de estos grupos se unieron para formar la Sociedad Nacional para el Sufragio de las Mujeres (NUWSS), quienes sostuvieron reuniones públicas, escribieron cartas a políticos y publicaron varios textos. En 1907, el NUWSS organizó su primera gran marcha. Esta marcha se conoció como la Mud_March (Suffragists) en la que más de 3000 mujeres caminaron por las calles de Londres desde Hyde Park hasta Exeter Hall para defender el sufragio femenino.
En 1903, varios miembros de la NUWSS se separaron y, dirigidos por Emmeline Pankhurst, formaron la Unión Social y Política de Mujeres (WSPU). A medida que los medios nacionales perdían interés en la campaña por el sufragio femenino, la WSPU decidió utilizar otros métodos para publicitarse. Comenzaron en 1905 en una reunión en el Free Trade Hall de Mánchester donde Edward Grey, primer vizconde de Grey de Fallodon, un miembro del recién elegido gobierno liberal, estaba hablando. Mientras hablaba, Christabel Pankhurst y Annie Kenney de la WSPU constantemente gritaban: "¿El gobierno liberal dará votos a las mujeres?". Cuando se negaron a dejar de gritar, llamaron a la policía para expulsarlas. Las dos sufragistas se dieron a conocer como miembros de la WSPU después de este incidente y participaron en una lucha que terminó con su arresto y cargos por agresión. Cuando se negaron a pagar la multa, fueron enviadas a prisión durante una semana y tres días. El público británico se sorprendió y tomó nota de este uso de la violencia del movimiento a favor del voto para las mujeres.
Después de este éxito mediático, las tácticas de la WSPU se volvieron cada vez más violentas. Esto incluyó un intento en 1908 de irrumpir en la Cámara de los Comunes del Reino Unido y el incendio de la casa de campo de David Lloyd George (a pesar de su apoyo al sufragio de las mujeres). En 1909 Lady Constance Bulwer-Lytton fue encarcelada, pero inmediatamente liberada cuando se descubrió su identidad, por lo que en 1910 se disfrazó como una costurera de la clase trabajadora llamada Jane Warton y soportó un trato inhumano que incluía la alimentación forzada. En 1913, la sufragista Emily Davison protestó montada un caballo del Rey Jorge V durante el Derby de Epsom; fue pisoteada y murió cuatro días después. La WSPU cesó sus actividades militantes durante la Primera Guerra Mundial y aceptó ayudar en el apoyo a la guerra.
La Unión Nacional de Sociedades de Sufragio de Mujeres, que siempre había empleado métodos "constitucionales", continuó presionando durante los años de la guerra, y se alcanzaron compromisos entre el NUWSS y el gobierno de coalición. La Conferencia para la Reforma Electoral (1917) representó a todas las partes en ambas cámaras y llegó a la conclusión de que el sufragio de las mujeres era esencial. En cuanto a los temores de que las mujeres pasen repentinamente de cero a la mayoría del electorado debido a la gran pérdida de hombres durante la guerra, la Conferencia recomendó que la restricción de edad sea 21 para los hombres y 30 para las mujeres.

## Aprobación del voto femenino
El 6 de febrero de 1918, se aprobó la Ley de Representación de los Pueblos de 1918, otorgando el derecho de voto a las mujeres mayores de 30 años que cumplían con los requisitos mínimos de propiedad. Alrededor de 8.4 millones de mujeres obtuvieron el voto en Gran Bretaña e Irlanda. En noviembre de 1918, se aprobó la Ley del Parlamento (Calificación de la Mujer) de 1918, que permitió a las mujeres ser elegidas en el Parlamento. La Ley de Representación de la Gente (Voto Equitativo) de 1928 extendió el derecho a voto en Gran Bretaña e Irlanda del Norte a todas las mujeres mayores de 21 años, otorgando a las mujeres el voto en los mismos términos que los hombres.

## Legado
En 1999, la revista Time al nombrar a Emmeline Pankhurst como una de las 100 personas más importantes del siglo XX, afirmaba: «... formó una idea de las mujeres para nuestro tiempo, sacudió a la sociedad en un nuevo patrón del que podía no hay vuelta atrás».